# Anadelphia trepidaria
Anadelphia trepidaria là một loài thực vật có hoa trong họ Hòa thảo. Loài này được (Stapf) Stapf mô tả khoa học đầu tiên năm 1919.